# Ganggräber von Kinderballe

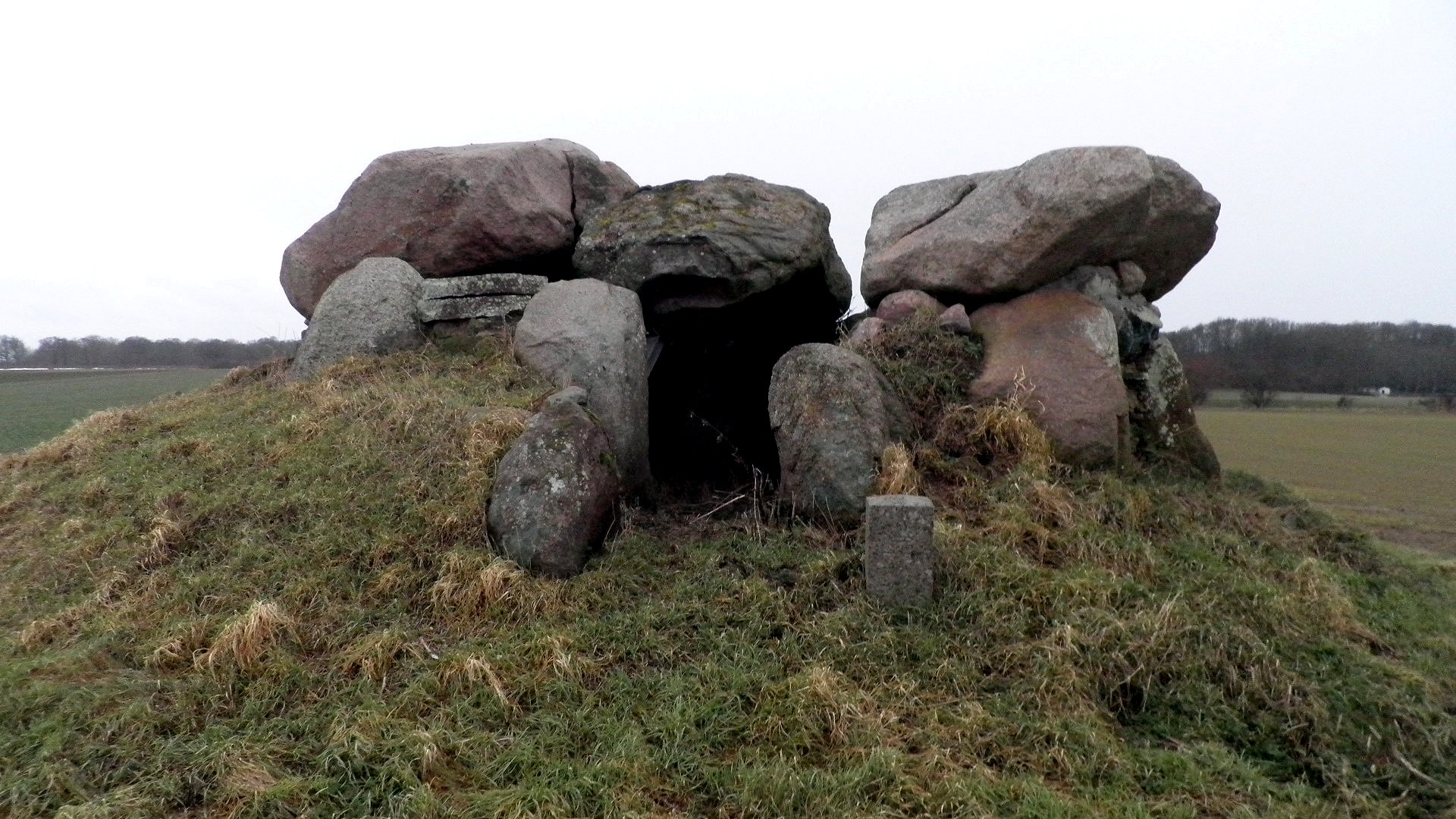
Ganggrab 1

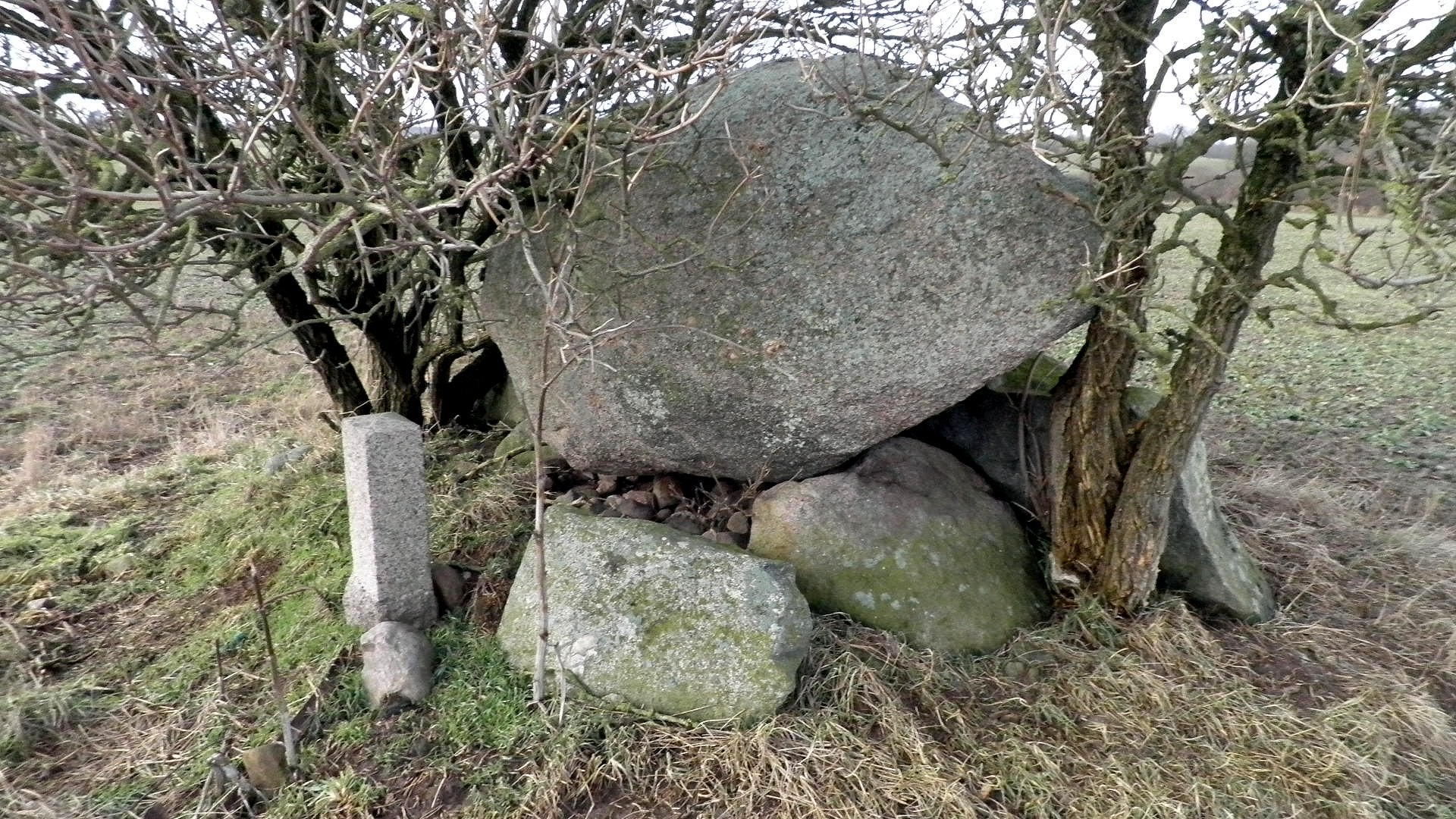
Ganggrab 2

Die Ganggräber von Kinderballe 1 + 2 (auch Knepholm, Tryggelev oder Vester Kirkemark genannt) liegen südlich (No. 1) und südwestlich (No. 2) von Kinderballe bei Tryggelev auf der  dänischen Insel Langeland. Sie stammen aus der Jungsteinzeit etwa 3000 v. Chr. und sind Megalithanlagen der Trichterbecherkultur (TBK). Das Ganggrab ist eine Bauform jungsteinzeitlicher Megalithanlagen, die aus einer Kammer und einem baulich abgesetzten, lateralen Gang besteht. Diese Form ist primär in Dänemark, Deutschland und Skandinavien, sowie vereinzelt in Frankreich und den Niederlanden zu finden.

## Ganggrab 1 auch SB 090307-10
Kinderballe 1 wird als Ganggrab (dänisch jættestue) ohne Hügel beschrieben, da der Hügel 1933 bei der Vermessung durch das Nationalmuseum bereits größtenteils erodiert war und nicht als Lang- oder Rundhügel zu bestimmen war. Der Resthügel ist 3,0 m hoch und misst etwa 10,5 × 10,0 m. Die Nordwest-Südost orientierte, rechteckige Kammer misst innen 4,4 × 1,8 m, ist 1,2 m hoch und hat ihren Zugang mit zwei erhaltenen Tragsteinen im Osten. Zwölf Tragsteine der Kammer sind in situ erhalten. Drei Decksteine, von denen zwei von einer Eisenkonstruktionen gestützt werden, liegen auf. Das restaurierte Zwischenmauerwerk wurde in Zement verlegt.
Die Ausgrabung von 1933 erbrachte ein Dutzend Schädel, vier Speerspitzen und einen Dolch aus Feuerstein, Bernstein und Tonscherben. Die wichtigsten Funde stammen aus der Trichterbecher-Periode, obwohl auch einige frühe eisenzeitliche Einäscherungsmaterialien gefunden wurden.

## Ganggrab 2
Die völlig freistehende, West-Ost-orientierte, rechteckige Kammer besteht aus fünf Tragsteinen (zwei sind verschwunden). Es gibt zwei Decksteine, der östliche, teilweise abgewälzte hat zehn bis zwölf Schälchen. Der westliche liegt neben der mit Lesesteinen gefüllten Kammer.
In der Nähe liegen der Landdysse und der Runddysse von Ormstrup.